# Phylloscartes superciliaris
A Phylloscartes superciliaris a madarak (Aves) osztályának verébalakúak (Passeriformes) rendjébe és a királygébicsfélék (Tyrannidae) családjába tartozó faj.

## Rendszerezése
A fajt Philip Lutley Sclater és Osbert Salvin írták le 1868-ban, a Leptotriccus nembe Leptotriccus superciliaris néven.

## Alfajai
- Phylloscartes superciliaris griseocapillus W. H. Phelps & W. H. Phelps Jr, 1952
- Phylloscartes superciliaris palloris (Griscom, 1935)
- Phylloscartes superciliaris superciliaris (P. L. Sclater & Salvin, 1868)[2]

## Előfordulása
Costa Rica, Panama, Ecuador, Kolumbia, Peru és Venezuela területén honos. Természetes élőhelyei a szubtrópusi vagy trópusi síkvidéki és hegyi esőerdők. Állandó, nem vonuló faj.

## Megjelenése
Testhossza 12 centiméter, testtömege 7-8 gramm.

## Természetvédelmi helyzete
Az elterjedési területe kicsi, viszont nagy területen helyezkedik el, egyedszáma viszont stabil. A Természetvédelmi Világszövetség Vörös listáján nem fenyegetett fajként szerepel.